# 鎌倉山 (仙台市)
鎌倉山（かまくらやま）は、宮城県仙台市青葉区作並にある山である。標高520.0メートル。奥羽山脈の東の山地帯にある。角度によってはゴリラの横顔に見えるため、通称でゴリラ山と呼ばれる。
山の麓には、鎌倉山と広瀬川にはさまれて、国道48号とJR仙山線が東西に走る。鎌倉山の国道側は安山岩の壁となっており、ロッククライミングに利用されている。
国道48号は昔の関山街道、作並街道で、古くからこの道を往来する人にとって目立つ山であった。江戸時代には作並村の名所として「安永風土記書出」に記された。また、『奥州里諺集』に中段までは雑木林で頂上は岩石山と記され、今と変わらない姿だったことが知れる。
18世紀に編まれた『封内風土記』や「風土記書出」では由来は知らないが古くからの名であるというにとどまるが、鎌倉山には二つの地名説話がある。一つは後三年の役のとき、源義家に従った鎌倉景正がこの山に陣を敷いて戦ったというもの。もう一つは、源頼朝（鎌倉殿）が奥州藤原氏を征討するときに通ったというもので、作並温泉の開湯伝説とも関連付けられる。いずれも史実とは思われず、この鎌倉は神奈川県の鎌倉とは別個に命名されたと考えられる。